# German Soap Award
Der German Soap Award ist eine 2011 und 2012 auf einer Galaveranstaltung verliehene undotierte Internetauszeichnung des Internetportals mypromi.de der VIPshare Media für Darsteller deutscher Seifenopern und Telenovelas. Nach eigenen Angaben würden „die Serien und ihre Schauspielerinnen und Schauspieler bisher kaum gewürdigt, bei anderen Preisverleihungen häufig übergangen und in ihrem schauspielerischen Können oftmals nicht ernst genommen.“ Sie gilt als brancheninterne Auszeichnung.

## Verfahren
Mit dem Label MyPromi.de bietet das Unternehmen VIPshare Media GmbH aus Hamburg ein Online-Voting-Portal, in denen Fans und Prominente in Interaktion treten sollen. Soap- und Telenovelas-Stars werden dort für eine Online-Community in verschiedenen Kategorien nominiert. Der Gewinner der Auszeichnung in der jeweiligen Kategorie wird über eine Abstimmung im Internet ermittelt. Laut DWDL findet die Abstimmung in zwei Schritten statt. So sollen in einer Vorauswahl eine aus zehn Produzenten zusammengesetzte Jury die Nominierten auswählen und das Publikum nun auf www.mypromi.de für ihre Kandidaten abstimmen sowie einen eigenen Fan-Preis für die Darsteller vergeben können. Vergeben wird der Preis an sieben Daily-Soaps und sechs Telenovelas in elf Kategorien, „wobei vom besten Darsteller bis hin zum schönsten Liebespaar oder dem bösesten Fiesling niemand ausgelassen wird.“

## German Soap Award 2011
Am Samstag, den 4. Juni 2011 fand die erste Auszeichnung des German Soap Awards im Hamburger Hotel Grand Elysée statt. Veranstalter war die Agentur Sören Bauer Events aus Hamburg. Protagonisten aus sechs Telenovelas und sieben Daily Soaps waren in insgesamt elf Kategorien nominiert. Der Moderator und ehemalige GZSZ-Darsteller Pete Dwojak führte durch den Abend.
Beste Darstellerin Daily Soap
Anna-Katharina Samsel – (Alles was zählt)

Nominierte:

Tatjana Clasing – (Alles was zählt)

Doreen Dietel, Heidrun Gärtner – (Dahoam is Dahoam)

Anett Heilfort, Marie Zielcke – (Eine wie keine)

Sıla Şahin, Susan Sideropoulos – (Gute Zeiten, schlechte Zeiten)

Isabella Hübner, Viktoria Brams – (Marienhof)

Joy Lee Juana Abiola-Müller, Tabea Heynig – (Unter uns)

Miriam Lahnstein, Verena Bonato – (Verbotene Liebe)
Bester Darsteller Daily Soap

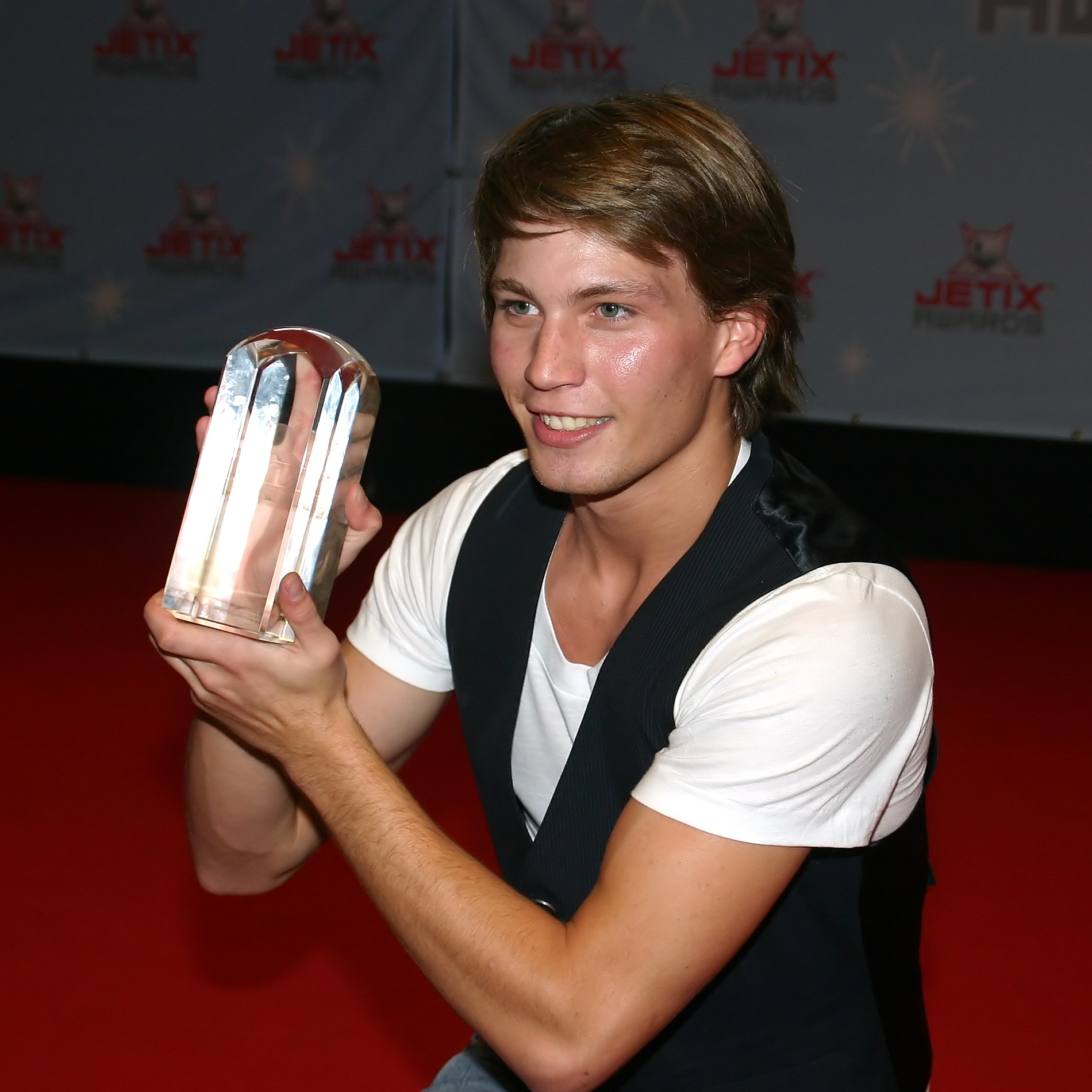
Raúl Richter (hier mit dem JETIX Award) wurde ausgezeichnet als Bester Darsteller Daily Soap

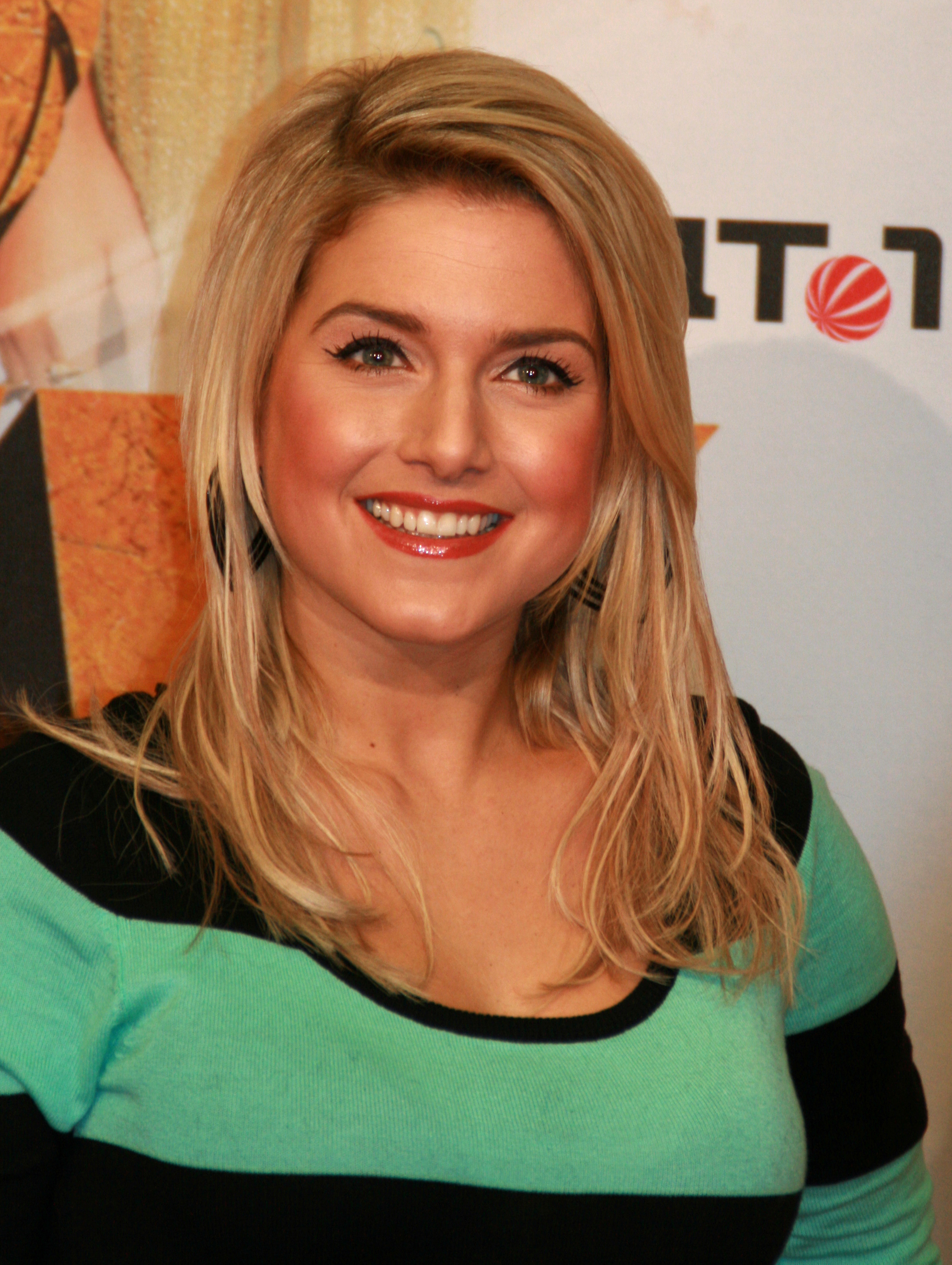
Jeanette Biedermann wurde ausgezeichnet als Beste Darstellerin Telenovela

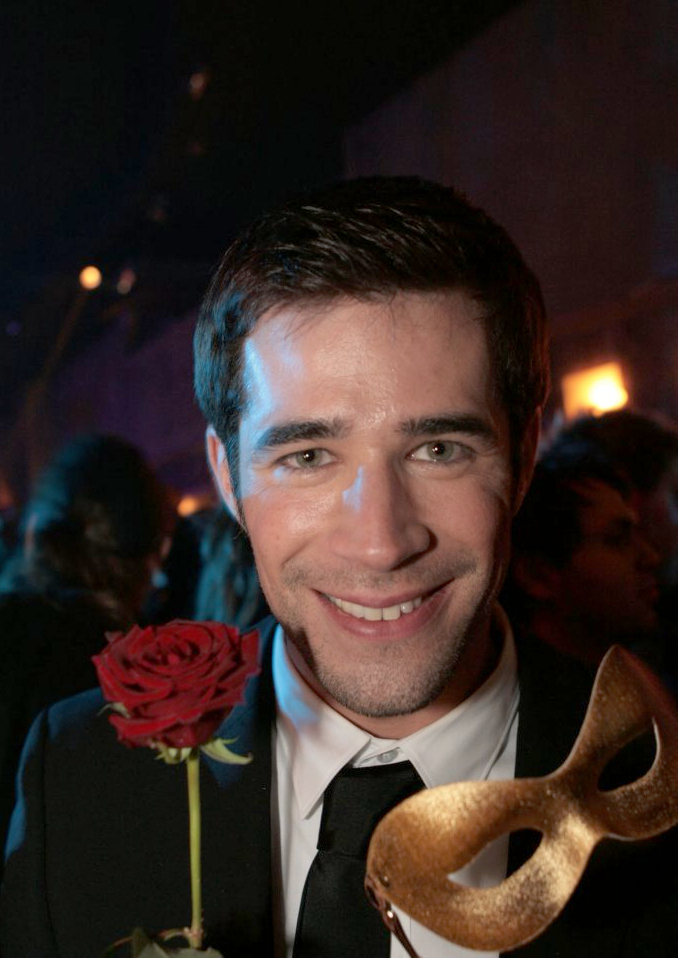
Jo Weil wurde gemeinsam mit Thore Schölermann als Bestes Liebespaar ausgezeichnet

Raúl Richter – (Gute Zeiten, schlechte Zeiten)

Nominierte:

Francisco Medina, Silvan-Pierre Leirich – (Alles was zählt)

Harry Blank, Tommy Schwimmer – (Dahoam is Dahoam)

Arne Stephan, Prodromos Antoniadis – (Eine wie keine)

Thomas Drechsel – (Gute Zeiten, schlechte Zeiten)

Tuna Ünal, Wolfgang Seidenberg – (Marienhof)

Patrick Müller, Stefan Bockelmann – (Unter uns)

Jens Hartwig, Wolfram Grandezka – (Verbotene Liebe)
Beste Darstellerin Telenovela
Jeanette Biedermann – (Anna und die Liebe)

Nominierte:

Selina Müller, Vanessa Jung – (Hand aufs Herz)

Grit Boettcher, Luise Bähr – (Hanna – Folge deinem Herzen)

Janina Flieger, Jenny Jürgens – (Lena – Liebe meines Lebens)

Brigitte Antonius, Ulrike Kargus – (Rote Rosen)

Antje Hagen, Mona Seefried – (Sturm der Liebe)
Bester Darsteller Telenovela
Patrick Kalupa – (Anna und die Liebe)

Nominierte:

Andreas Jancke, Christopher Kohn – (Hand aufs Herz)

Philipp Langenegger, Simon Böer – (Hanna – Folge deinem Herzen)

Joachim Raaf, Max Alberti – (Lena – Liebe meines Lebens)

Nicolas König, Sascha Tschorn – (Rote Rosen)

Dirk Galuba, Sepp Schauer – (Sturm der Liebe)
Bestes Liebespaar
Jo Weil und Thore Schölermann – (Verbotene Liebe)

Nominierte:

André Dietz und Ulrike Röseberg – (Alles was zählt)

Jacob Weigert und Josephine Schmidt – (Anna und die Liebe)

Martin Wenzl und Teresa Rizos – (Dahoam is Dahoam)

Arne Stephan und Marie Zielcke – (Eine wie keine)

Daniel Fehlow und Susan Sideropoulos – (Gute Zeiten, schlechte Zeiten)

Christopher Kohn und Vanessa Jung – (Hand aufs Herz)

Simon Böer und Luise Bähr – (Hanna – Folge deinem Herzen)

Max Alberti und Jessica Ginkel – (Lena – Liebe meines Lebens)

Hendrik Borgmann und Sandra Koltai – (Marienhof)

Gabriel Merz und Maria Fuchs – (Rote Rosen)

Der Typ und Das Mädel – (SmartTv-Spots)

Lorenzo Patané und Uta Kargel – (Sturm der Liebe)

Miloš Vuković und Marylu-Saskia Poolman – (Unter uns)
Bösester Fiesling
Lee Rychter – (Anna und die Liebe)

Nominierte:

Daniel Aichinger – (Alles was zählt)

Philipp Romann – (Eine wie keine)

Wolfgang Bahro – (Gute Zeiten, schlechte Zeiten)

Sebastian Hölz – (Hand aufs Herz)

Andreas Hofer – (Hanna – Folge deinem Herzen)

Urs Remond – (Lena – Liebe meines Lebens)

Christian Buse – (Marienhof)

Guido Broscheit – (Rote Rosen)

Nicola Tiggeler – (Sturm der Liebe)

Stefan Franz – (Unter uns)

Wolfram Grandezka – (Verbotene Liebe)
Bester Newcomer
Sebastian König – (Anna und die Liebe)

Nominierte:

Julia Engelmann – (Alles was zählt)

Holger Matthias Wilhelm – (Dahoam is Dahoam)

Ronja Peters – (Eine wie keine)

Senta-Sofia Delliponti – (Gute Zeiten, schlechte Zeiten)

Selina Müller – (Hand aufs Herz)

Sophie Lutz – (Hanna – Folge deinem Herzen)

Annika Ernst – (Lena – Liebe meines Lebens)

Lara-Isabelle Rentinck – (Marienhof)

Joanna Semmelrogge – (Rote Rosen)

Andreas Thiele – (Sturm der Liebe)

Bela Klentze – (Unter uns)

Jana Julie Kilka – (Verbotene Liebe)

Sexiest Woman
Jasmin Lord – (Verbotene Liebe)

Nominierte:

Juliette Menke – (Alles was zählt)

Maja Maneiro – (Anna und die Liebe)

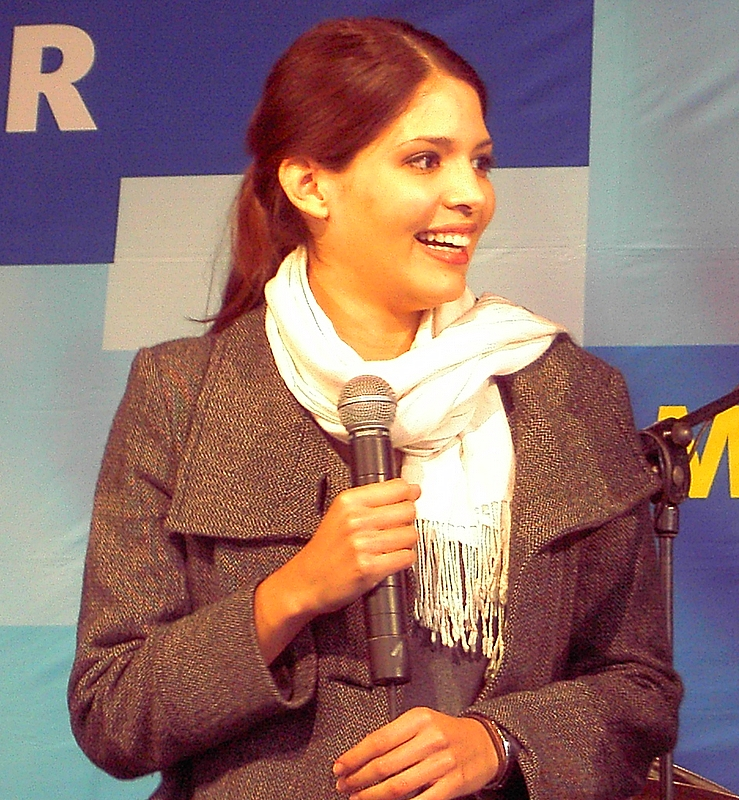
Jasmin Lord wurde ausgezeichnet als Sexiest Woman

Christine Reimer – (Dahoam is Dahoam)

Sophia Thomalla – (Eine wie keine)

Janina Uhse – (Gute Zeiten, schlechte Zeiten)

Verena Mundhenke – (Hand aufs Herz)

Luise Bähr – (Hanna – Folge deinem Herzen)

Jessica Ginkel – (Lena – Liebe meines Lebens)

Katrin Ritt – (Marienhof)

Anne Apitzsch – (Rote Rosen)

Natalie Alison – (Sturm der Liebe)

Claudelle Deckert – (Unter uns)
Sexiest Man
Jacob Weigert – (Anna und die Liebe)

Nominierte:

Igor Dolgatschew – (Alles was zählt)

Herbert Ulrich – (Dahoam is Dahoam)

Eugen Bauder – (Eine wie keine)

Raúl Richter – (Gute Zeiten, schlechte Zeiten)

Andreas Jancke – (Hand aufs Herz)

Mickey Hardt – (Hanna – Folge deinem Herzen)

Kostas Sommer – (Lena – Liebe meines Lebens)

Simon-Paul Wagner – (Marienhof)

Dirk Moritz – (Rote Rosen)

Erich Altenkopf – (Sturm der Liebe)

Ben Ruedinger – (Unter uns)

Stephan Käfer – (Verbotene Liebe)
Fanpreis männlich
Für den Fanpreis gab es keine Nominierungen. Alle Darsteller des gesamten Castes konnten gewählt werden.
Gewinner: Jo Weil – (Verbotene Liebe)
Fanpreis weiblich
Für den Fanpreis gab es keine Nominierungen. Alle Darstellerinnen des gesamten Castes konnten gewählt werden.
Gewinnerin: Lucy Scherer – (Hand aufs Herz)

## German Soap Award 2012
Am Freitag, den 26. Oktober 2012 fand die zweite Auszeichnung des German Soap Awards im ehemaligen Berliner Großraumkino Kosmos (Berlin) statt. Protagonisten aus fünf Telenovelas und sechs Daily Soaps waren in insgesamt neun Kategorien nominiert.
Beste Schauspielerin
Lucy Scherer – (Sturm der Liebe)

Nominierte:

Andrea Cleven, Greta Galisch de Palma – (Wege zum Glück – Spuren im Sand)

Antje Hagen – (Sturm der Liebe)

Dr. Gabriele Metzger, Patricia Schäfer – (Verbotene Liebe)

Doreen Dietel, Heidrun Gärtner – (Dahoam is Dahoam)

Heike Jonca, Maria Wedig – (Anna und die Liebe)

Isabell Hertel, Valea Scalabrino – (Unter uns)

Isabell Horn, Ulrike Frank – (Gute Zeiten, schlechte Zeiten)

Tatjana Clasing, Kaja Schmidt-Tychsen – (Alles was zählt)

Vanessa Jung, Kim-Sarah Brandts – (Hand aufs Herz)

Maike von Bremen, Marianne Rappenglück – (Herzflimmern – Die Klinik am See)

Saskia Valencia, Simone Ritscher – (Rote Rosen)
Bester Schauspieler
Wolfram Grandezka – (Verbotene Liebe)

Nominierte:

André Dietz, Silvan-Pierre Leirich – (Alles was zählt)

Andreas Jancke, Christopher Kohn – (Hand aufs Herz)

Daniel Fehlow, Thomas Drechsel – (Gute Zeiten, schlechte Zeiten)

Dirk Galuba, Erich Altenkopf – (Sturm der Liebe)

Gerry Hungbauer, Thorsten Nindel – (Rote Rosen)

Horst Kummeth, Tommy Schwimmer – (Dahoam is Dahoam)

Hans Stadlbauer, Jan Hartmann – (Herzflimmern – Die Klinik am See)

Konrad Krauss – (Verbotene Liebe)

Patrick Müller, Lars Steinhöfel, Miloš Vuković – (Unter uns)

Klaus-Dieter Klebsch, Sebastian König – (Anna und die Liebe)

Simon Licht, Sascha Tschorn – (Wege zum Glück – Spuren im Sand)

Schönstes Liebespaar

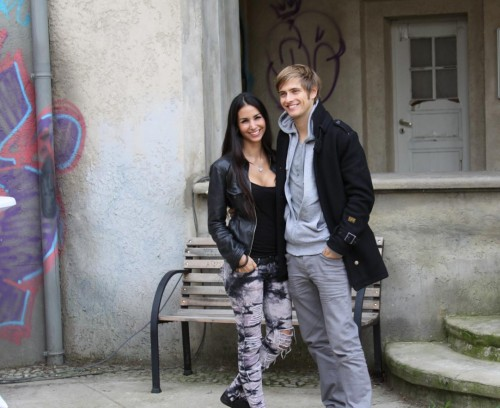
Sıla Şahin und Jörn Schlönvoigt

Sıla Şahin und Jörn Schlönvoigt – (Gute Zeiten, schlechte Zeiten)

Nominierte:

Andrea Cleven und Florian Thunemann – (Wege zum Glück – Spuren im Sand)

Caroline Beil und Michael Schiller – (Herzflimmern – Die Klinik am See)

Claudelle Deckert und Ben Ruedinger – (Unter uns)

Daniel Fünffrock und Ines Lutz – (Sturm der Liebe)

Harry Blank und Doreen Dietel – (Dahoam is Dahoam)

Lucy Scherer und Kasia Borek – (Hand aufs Herz)

Maria Wedig und Manuel Cortez – (Anna und die Liebe)

Stefanie Bock und Remo Schulze – (Verbotene Liebe)

Tatjana Clasing und Silvan-Pierre Leirich – (Alles was zählt)

Thorsten Nindel und Saskia Valencia – (Rote Rosen)
Bösester Fiesling
Sarah Mühlhause – (Anna und die Liebe)

Nominierte:

Andrea Schmitt – (Dahoam is Dahoam)

Ania Niedieck – (Alles was zählt)

Björn Harras – (Gute Zeiten, schlechte Zeiten)

Francisco Medina – (Alles was zählt)

Frederic Böhle – (Anna und die Liebe)

Frederic Heidorn – (Hand aufs Herz)

Joachim Lätsch – (Sturm der Liebe)

Maike von Bremen – (Herzflimmern – Die Klinik am See)

Max Engelke – (Wege zum Glück – Spuren im Sand)

Miriam Lahnstein – (Verbotene Liebe)

Sabine Bach – (Herzflimmern – Die Klinik am See)

Sascha Tschorn – (Wege zum Glück – Spuren im Sand)

Simone Ritscher – (Sturm der Liebe)

Stefan Feddersen-Clausen – (Rote Rosen)

Stefan Franz – (Unter uns)

Tabea Heynig – (Unter uns)

Ulrich Drewes – (Alles was zählt)

Wolfgang Bahro – (Gute Zeiten, schlechte Zeiten)

Wolfram Grandezka – (Verbotene Liebe)
Bester Newcomer
Caroline Frier – (Alles was zählt)

Nominierte:

Alexa Eilers – (Dahoam is Dahoam)

Carina Diesing – (Dahoam is Dahoam)

Florian Frowein – (Wege zum Glück – Spuren im Sand)

Frank Ziegler – (Hand aufs Herz)

Iris Mareike Steen – (Gute Zeiten, schlechte Zeiten)

Iris Shala – (Anna und die Liebe)

Jascha Rust – (Gute Zeiten, schlechte Zeiten)

Katharina Woschek – (Alles was zählt)

Lili Gesler – (Sturm der Liebe)

Marie-Claire Schuller – (Dahoam is Dahoam)

Mine Voss – (Unter uns)

Moritz Tittel – (Sturm der Liebe)

Sonja Bertram – (Wege zum Glück – Spuren im Sand)

Timothy Boldt – (Unter uns)
Sexiest Woman
Sıla Şahin – (Gute Zeiten, schlechte Zeiten)

Nominierte:

Alexa Eilers – (Dahoam is Dahoam)

Andrea Cleven – (Wege zum Glück – Spuren im Sand)

Ania Niedieck – (Alles was zählt)

Caroline Beil – (Herzflimmern – Die Klinik am See)

Claudelle Deckert – (Unter uns)

Isabella Hübner – (Dahoam is Dahoam)

Jana Julie Kilka – (Verbotene Liebe)

Janina Uhse – (Gute Zeiten, schlechte Zeiten)

Jelena Mitschke – (Rote Rosen)

Joy Abiola-Müller – (Unter uns)

Judith Hildebrandt – (Sturm der Liebe)

Juliette Menke – (Alles was zählt)

Katharina Nesytowa – (Wege zum Glück – Spuren im Sand)

Kim-Sarah Brandts – (Hand aufs Herz)

Lili Gesler – (Sturm der Liebe)

Lilli Hollunder – (Anna und die Liebe)

Maja Maneiro – (Anna und die Liebe)

Maria Fuchs – (Rote Rosen)

Nicole Mieth – (Verbotene Liebe)

Nina Schmieder – (Herzflimmern – Die Klinik am See)

Sonja Bertram – (Wege zum Glück – Spuren im Sand)
Sexiest Man
Frederic Heidorn – (Hand aufs Herz)

Nominierte:

Bela Klentze – (Unter uns)

Daniel Sellier – (Verbotene Liebe)

Felix von Jascheroff – (Gute Zeiten, schlechte Zeiten)

Florian Stadler – (Sturm der Liebe)

Florian Thunemann – (Wege zum Glück – Spuren im Sand)

Florian Wünsche – (Verbotene Liebe)

Harry Blank – (Dahoam is dahoam)

Hendrik Borgmann – (Hand aufs Herz)

Jacob Weigert – (Anna und die Liebe)

Jan Hartmann – (Herzflimmern – Die Klinik am See)

Jörg Rhode – (Alles was zählt)

Max Engelke – (Wege zum Glück – Spuren im Sand)

Maximilian Claus – (Unter uns)

Moritz Tittel – (Sturm der Liebe)

Patrick Kalupa – (Anna und die Liebe)

Peter Foyse – (Rote Rosen)

Raúl Richter – (Gute Zeiten, schlechte Zeiten)

Salvatore Greco – (Alles was zählt)

Sasa Kekez – (Herzflimmern – Die Klinik am See)

Tobias Rosen – (Rote Rosen)

Tommy Schwimmer – (Dahoam is Dahoam)

Ben Ruedinger – (Unter uns)

Stephan Käfer – (Verbotene Liebe)
Fanpreis männlich

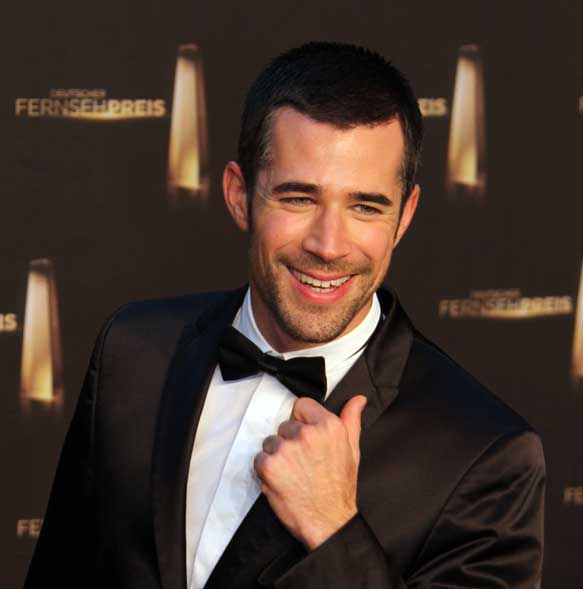
Jo Weil

Für den Fanpreis gab es keine Nominierungen. Alle Darsteller des gesamten Castes konnten gewählt werden.
Gewinner: Jo Weil – (Verbotene Liebe)
Fanpreis weiblich
Für den Fanpreis gab es keine Nominierungen. Alle Darstellerinnen des gesamten Castes konnten gewählt werden.
Gewinnerin: Kasia Borek – (Hand aufs Herz)
Jurypreis – Beste Serie
Gewinner: Gute Zeiten, schlechte Zeiten
Jurypreis – Sozialverantwortliches Erzählen
Gewinner: Unter uns
Ehrenpreis
Den Ehrenpreis wurde an diesem Abend Marie-Luise Marjan aus der Lindenstraße verliehen.

## Ähnliche Auszeichnungen
Eine ähnliche Auszeichnung für den US-amerikanischen Markt ist der Soap Opera Digest Award, deren Preisträger von den Lesern der Zeitschrift Soap Opera Digest gewählt werden.